# Briefmarken-Jahrgang 1988 der Deutschen Bundespost Berlin
Der Briefmarken-Jahrgang 1988 der Deutschen Bundespost Berlin umfasste 19 Sondermarken und 13 Dauermarken.
Die Briefmarken dieses Jahrganges waren bis zum 31. Dezember 1991 frankaturgültig.
Der Nennwert der Marken betrug 28,10 DM; dazu kamen 4,10 DM als Zuschlag für wohltätige Zwecke.
Als Ergänzungswerte gab es in der Dauermarkenserie „Sehenswürdigkeiten“ fünf und in der Serie „Frauen der deutschen Geschichte“ acht neue Motive; diese erschienen mit Ausnahme des Wertes zu 60 Pfennig am selben Tag wie die motivgleichen Briefmarken der Deutsche Bundespost.

## Liste der Ausgaben und Motive
Legende
- Bild: Eine bearbeitete Abbildung der genannten Marke. Das Verhältnis der Größe der Briefmarken zueinander ist in diesem Artikel annähernd maßstabsgerecht dargestellt. Sollten keine Marken abgebildet sein, liegt es daran, dass das Urheberrecht des Künstlers noch nicht erloschen ist.
- Beschreibung: Eine Kurzbeschreibung des Motivs und/oder des Ausgabegrundes. Bei ausgegebenen Serien oder Blocks werden die zusammengehörigen Beschreibungen mit einer Markierung versehen eingerückt.
- Wert: Der Frankaturwert der einzelnen Marke in Pfennig. Ein „+“ bedeutet, dass es sich um eine Zuschlagsmarke handelt (= Frankaturwert + Spende).
- Ausgabedatum: Das Datum des erstmaligen Verkaufs dieser Briefmarke.
- Auflage: Soweit bekannt, wird hier die zum Verkauf angebotene Anzahl dieser Ausgabe angegeben.
- Entwurf: Soweit bekannt, wird hier angegeben, von wem der Entwurf dieser Marke stammt.
- Mi.-Nr.: Diese Briefmarke wird im Michel-Katalog unter der entsprechenden Nummer gelistet.

| Sondermarken |                                                                                        |                  |                       |                      |                         |                      |
| Bild         | Beschreibung                                                                           | Werte in Pfennig | Ausgabe- datum (1988) | Auflage              | Entwurf                 | Mi.-Nr.              |
|              | Berlin – Kulturhauptstadt Europas Berliner Bär                                         | 80               | 14. Januar            | 8.093.000            | Heinz Schillinger       | 800                  |
|              | Sporthilfe 1988 - Olympische Sommerspiele 1988 in Seoul: Tontaubenschießen             | 60+30            | 18. Februar           | 2.428.000            | Hans Günter Schmitz     | 801                  |
|              | - Olympische Winterspiele 1988 in Calgary: Eiskunstlauf                                | 80+40            | 18. Februar           | 2.948.000            | Hans Günter Schmitz     | 802                  |
|              | - Olympische Sommerspiele 1988 in Seoul: Hammerwerfen                                  | 120+55           | 18. Februar           | 2.403.000            | Hans Günter Schmitz     | 803                  |
|              | 100 Jahre Urania Berlin Urania-Gebäude mit Volkssternwarte und Planetarium, Neubauten  | 50               | 18. Februar           | 9.593.000            | Katharina Siegers       | 804                  |
|              | 100. Geburtstag von Renée Sintenis Bronzeplastik „Großes Vollblutfohlen“               | 60               | 18. Februar           | 6.093.000            | Bernd Görs              | 805                  |
|              | Für die Jugend 1988: 25 Jahre Wettbewerb „Jugend musiziert“ - Klaviertrio              | 50+25            | 14. April             | 2.288.000            | Antonia Graschberger    | 807                  |
|              | - Bläserquintett                                                                       | 60+30            | 14. April             | 2.287.000            | Antonia Graschberger    | 808                  |
|              | - Trio aus Gitarre, Mandoline und Blockflöte                                           | 70+35            | 14. April             | 2.292.000            | Antonia Graschberger    | 809                  |
|              | - Kinderchor                                                                           | 80+40            | 14. April             | 2.284.000            | Antonia Graschberger    | 810                  |
|              | 300. Todestag des Großen Kurfürsten                                                    | 50               | 5. Mai                | 9.598.000            | Reinhold Gerstetter     | 813                  |
|              | Jahresversammlungen des Internationalen Währungsfonds und der Weltbankgruppe Weltkarte | 70               | 11. August            | 12.196.000           | Bernd Görs              | 817                  |
|              | Wohlfahrtsmarken 1988: Gold- und Silberschmiedekunst - Brustschmuck, (um 1700)         | 50+25            | 13. Oktober           | 9.319.000            | Fritz Lüdtke            | 818                  |
|              | - Großer Gießlöwe, (1540)                                                              | 60+30            | 13. Oktober           | 7.925.000            | Fritz Lüdtke            | 819                  |
|              | - Münzpokal, (1536)                                                                    | 70+35            | 13. Oktober           | 4.877.000            | Fritz Lüdtke            | 820                  |
|              | - Chormantelschließe, (um 1400)                                                        | 80+40            | 13. Oktober           | 8.623.000            | Fritz Lüdtke            | 821                  |
|              | 150 Jahre Eisenbahn Berlin-Potsdam Potsdamer Bahnhof Berlin, (1838)                    | 10               | 13. Oktober           | 10.750.000           | Bernd Görs              | 822                  |
|              | 50. Todestag von Ernst Barlach „Der Sammler“, Bronzeplastik von E. Barlach             | 40               | 13. Oktober           | 14.450.000           | Bernd Görs              | 823                  |
|              | Weihnachtsmarke 1988 Verkündigung der Hirten, aus dem Evangeliar Heinrichs des Löwen   | 50+25            | 10. November          | 6.834.000            | Silvia Runge            | 829                  |
| Dauermarken  |                                                                                        |                  |                       |                      |                         |                      |
| Bild         | Beschreibung                                                                           | Werte in Pfennig | Ausgabe- datum (1988) | Auflage Berlin, Bund | Entwurf                 | Mi.-Nr. Berlin, Bund |
|              | Dauermarkenserie: Sehenswürdigkeiten - Flughafen Frankfurt                             | 10               | 14. Januar            |                      | Sibylle und Fritz Haase | 798 1347             |
|              | - Hambacher Schloss                                                                    | 300              | 14. Januar            |                      | Sibylle und Fritz Haase | 799 1348             |
|              | - Nofretete-Büste Berlin                                                               | 70               | 14. Juli              |                      | Sibylle und Fritz Haase | 814 1374             |
|              | - St.-Petri-Dom Schleswig                                                              | 120              | 14. Juli              |                      | Sibylle und Fritz Haase | 815 1375             |
|              | - Chilehaus Hamburg                                                                    | 40               | 11. August            |                      | Sibylle und Fritz Haase | 816 1379             |
|              | Dauermarkenserie: Frauen der deutschen Geschichte - Paula Modersohn-Becker             | 10               | 14. April             | 27.177.000           | Gerd Aretz              | 806 1359             |
|              | - Cilly Aussem                                                                         | 20               | 5. Mai                | 23.302.000           | Gerd Aretz              | 811 1365             |
|              | - Lise Meitner                                                                         | 130              | 5. Mai                | 4.902.000            | Gerd Aretz              | 812 1366             |
|              | - Dorothea Erxleben                                                                    | 60               | 10. November          | 57.999.000           | Gerd Aretz              | 824 1332             |
|              | - Therese Giehse                                                                       | 100              | 10. November          | 32.099.000           | Gerd Aretz              | 825 1390             |
|              | - Hannah Arendt                                                                        | 170              | 10. November          | 10.899.000           | Gerd Aretz              | 826 1391             |
|              | - Mathilde Franziska Anneke                                                            | 240              | 10. November          | 10.899.000           | Gerd Aretz              | 827 1392             |
|              | - Hedwig Dransfeld                                                                     | 350              | 10. November          | 7.299.000            | Gerd Aretz              | 828 1393             |